# Geszler György
Geszler György Gábor (Budapest, 1913. február 1. – Budapest, 1998. január 9.) magyar zeneszerző, kritikus, pedagógus.

## Életpályája

### Család és ifjúság
Apja, Geszler Ödön (Budapest, 1879. május 4. – Budapest, 1959. december 25.) zeneszerző, zenekritikus, zenetanár és a Budapesti Felső Zeneiskola igazgatója volt. Édesanyja, Tessényi Margit (1879. augusztus 31. – Budapest, 1957. január 29.) zongorista és zongoratanár volt, aki Európa-szerte fellépett. 19 évesen (1932) már elvégezte a Budapesti Konzervatórium zongora és zeneszerzés szakát, majd Ferruccio Busoninál Weimarban és José Vianna da Mottánál tanult Berlinben.
Első zongoraóráit édesanyjától kapta. A Liszt Ferenc Zeneakadémián zongorát és zeneszerzést tanult. 1937-ben a legjobb eredménnyel zárt. Ezután zenetanári állást kapott a Budapesti Felső Zeneiskolában, ahol édesapja volt az igazgató.

### A siker évei
A Nemzeti Konzervatórium hallgatójaként is már koncertkörúton volt. Virtuóz zongoristává fejlődött, és a budapesti szakértői körökben a második Liszt Ferencnek tartották. Rövid koncertzongorista pályafutásának egyik csúcspontja minden bizonnyal a Liszt Ferenc halálának 50. évfordulójára (1936)) való meghívás volt. Ezen az 1936. február 18-i eseményen Bartók Béla Liszt-művével jelent meg.
1938. január 13-án saját műveiből készült zeneszerzői estre került sor a Zeneakadémia nagytermében, ahol főleg zenekari műveket adtak elő. Elhangzott többek közt a Szent György-nyitány, a D-dúr zongoraverseny és a Petőfi-szvit.
1940-ben munkájáért megkapta a Ferenc József-díjat. A fiatal művész Liszt-interpretációi mellett szerzeményeivel is hírnevet szerzett magának a nyilvánosság előtt. Például műveivel rendezett kompozíciós estek rendszeresen zajlottak a zeneakadémián és más helyszíneken, és néhány darabja hallható volt a rádióban is.
Egy 1941-es balesetben hüvelyujjtörést szenvedett, amelyek után az ujjak mobilitását nem sikerült teljesen helyreállítani. Ez zongorista pályafutásának korai végét jelentette. Maradt a tanítás (zongora, harmonika) és a zeneszerzés. A virtuóz zongoradarabok mellett más szólóhangszerekhez és kamarazenéhez, de zenekari művekhez is írt.

### Új idők
A második világháború végével (1945) és a magyarországi kommunisták hatalomátvételével új korszak kezdődött szülővárosában. Mivel antikommunista volt, elvesztette pozícióját a konzervatóriumban, és 1948-tól különböző általános iskolákban tanított zenét. Életében bekövetkezett minden változás ellenére – négy lány apja volt – folytatta az új művek írását, például a zongorára írt 24 előjátékot és fúgát. Saját, személyes stílusát találta meg ezekben.
A bécsi látogatás alkalmával 1957-ben két zeneszerzői estet szerveztek, és csak az 1976-ban bekövetkezett újabb koncertkörútján volt ismét e városban.
Az 1970-es évek elején megismerte Victor Vasarely magyar-francia művész ún. op-art-ját. 1980 szeptemberében lehetősége volt Párizsba utazni és találkozni vele.

### Késői évek
Hozzáállása miatt az 1989–1990 közötti változásokig nem vehetett részt a nyilvános zenei életben. Csak 1998-ban, abban az évben, amikor meghalt, megkapta a Weiner Leó-díjat. Ez a gesztus, hogy a súlyos beteg zeneszerzőnek csak néhány héttel halála előtt díjat adtak át, a későbbi politikai rehabilitáció kísérletének lehet tekinteni.
Sírja a Farkasréti temetőben található (2-1-399).

## Művei

### Zenekari és versenyművei
- 2 zongoraverseny (1935, 1943)
- Szt György lovag (nyitány 1937, átd. 1949)
- Petőfi-szvit (1937)
- C-dúr szimfonietta (1941)
- Hegedűverseny (1956)
- Variációk gordonkára, zenekar (1968)

### Kamarazenék
- 2 fuvola-zongoraszonáta (1955, 1959)
- 2 gordonka-zongoraszonáta (1959, 1962)
- 2 vonósnégyes (1959-1960)
- Gitártrió (1960)
- Vonóstrió (1961)
- 14 magyar karácsonyi ének zongorára 4 kézre (1966)
- Largo és Allegro deciso (hegedűre, gordonkára és zongorára, 1968)
- Öt Vasarely-kép (2 zongora, ütőhangszerek 1972)
- Zongoraquintett (1972)
- Sonata coordinata (zongora 4 kézre, ütőhangszerek 1973)
- 9 Ex Libris (zongora, hegedű, gordonka 1980)
- Arckép ovális, gyász és szögletes keretben (fuvola, gitár, brácsa 1982)
- Musica optica I-III. (zongora 4 kézre 1982)
- Axonometrikus Vasarely-etüdök (2 zongora, ütőhangszerek 1982)

### Orgonaművek
- Szonáta (1969)
- Preludium, ária és fuga C-dur és G-dur (1971-1972)
- Két epistola (1980)

### Zongoraművek
- Hódolat Liszt Ferencnek (1933)
- két gépetüd (Búgócsiga és Síneken 1933)
- D-moll és C-dúr sonatina (1936, 1975)
- Intervallumetűdök (1941)
- Víz hajtja a malmot (1958)
- 24 preludium és fuga (1958-1959)

## Díjai
- Ferenc József-díj (1940)
- Weiner Leó-díj (1998)[6]

## Fordítás
- Ez a szócikk részben vagy egészben  a   György Geszler című német Wikipédia-szócikk ezen változatának fordításán alapul.  Az eredeti cikk szerkesztőit annak laptörténete sorolja fel. Ez a jelzés csupán a megfogalmazás eredetét és a szerzői jogokat jelzi, nem szolgál a cikkben szereplő információk forrásmegjelöléseként.